# 丹麥國家交響樂團
丹麥國家交響樂團（Danish National Symphony Orchestra），又稱丹麥廣播交響樂團（DR SymfoniOrkestret），創立於1925年，是位於丹麥哥本哈根的一家管弦樂團，由丹麥廣播公司所有，主要演出場地是DR音樂廳。

## 外部連結
- Official DRSO Danish-language page
- DRSO English-language official page